# Himitsu kessha taka no tsume
Himitsu kessha taka no tsume (秘密結社 鷹の爪?) è una serie animata in Flash creata da Ryō Ono, in arte FROGMAN.
Oltre alla serie sono stati realizzati due lungometraggi, Eagle Talon: The movie I e Eagle Talon: The movie II rispettivamente nel 2007 e 2008.
Eagle Talon: The movie I è stato premiato come miglior film di animazione al New York International Independent Film Festival 2008 e verrà presentato, in anteprima europea, a Bologna al Future Film Festival 2009 nella sezione Follie di Mezzanotte.

Serie di culto in Giappone, i personaggi compaiono in spot pubblicitari, videogiochi oltre che in innumerevoli oggetti di merchandising. 

Particolarmente famoso è il grido di battaglia della Società Segreta Eagle Talon, ossia Ta-ka-no-tsu-me, scandito facendo, in modo piuttosto demenziale, il gesto con le mani di un orso che ruggisce.

## Storia
La Società Segreta Eagle Talon ha base a Kojimachi, Tokyo.  I suoi membri progettano la conquista del mondo e ogni puntata della serie narra i tentativi, immancabilmente fallimentari, di mettere in atto il proprio sgangherato piano.

## Personaggi
- Il Capo (総統?, Sōtō)

È il leader della Società Segreta Eagle Talon.  Ha 55 anni e il suo sogno è dominare il mondo.
- Yoshida (吉田君?, Yoshida-kun)

Braccio destro del Capo, nonostante abbia ventiquattro anni e una passione per le riviste spinte, Yoshida ha l'aspetto e il linguaggio di un bimbetto indisciplinato.  
Il personaggio prima di essere inserito in Eagle Talon è comparso in SGuy and the Family Stone, altra nota serie di FROGMAN.
- Phillip (フィリップ?, Firippu)

Ventisettentenne assunto con un contratto a progetto nella società  segreta Eagle Talon e licenziato varie volte durante la serie appena rivendichi il suo desiderio di maggiore importanza. Ha avuto un'infanzia da teppistello e da bambino non conosceva altro linguaggio che i peti. 
Il personaggio è nato originariamente in SGuy and the Family Stone.
- Professor Leonardo (レオナルド博士?, Reonarudo-hakase)

Uno scienziato pazzo in un corpo di orsetto di peluche. Odia sembrare tenero, azzanna immediatamente chiunque sottolinei il suo aspetto e usa un linguaggio piuttosto brutale e colorito.
- Bodhisattva Boy (菩薩峠君?, Bosatsu-kun)

Un enigmatico bambino di quattro anni con misteriosi poteri.
- Deluxe Fighter (デラックスファイター?, Derakusu Faitā)

Il supereroe nemico numero uno della Società Segreta Eagle Talon. Attento più all'immagine che al suo dovere di difendere la terra, abusa spesso del potere datogli dalla sua arma più potente, la Deluxe Bomber, per estorcere denaro ai componenti della società segreta.